# Resolució 337 del Consell de Seguretat de les Nacions Unides
La Resolució 337 del Consell de Seguretat de les Nacions Unides, aprovada per unanimitat el 15 d'agost de 1973, va condemnar l'estat d'Israel pel desviament forçós i posteriorment apoderament d'una companyia aèria libanesa de l'espai aeri del Líban. El Consell va considerar aquestes accions com una violació dels acords d'armistici de 1949, la resolució d'alto el foc del Consell de Seguretat de 1967, les disposicions de la Carta de les Nacions Unides, les convencions internacionals sobre l'aviació civil i els principis del dret internacional i la moral.
La Resolució exhorta a l'Organització d'Aviació Civil Internacional a que consideri les mesures adequades per salvaguardar l'aviació civil i que Israel desisteixi d'altres atacs que violin la sobirania del Líban i l'aviació civil territorial. El Consell va declarar que si Israel repetia actes similars, considerarien la possibilitat d'adoptar les mesures adequades per fer complir les seves resolucions.